# Laevistrombus canarium
Laevistrombus canarium (comúnmente conocida como la concha del perro o por su sinónimo más conocido, Strombus canarium) es una especie de caracol comestible de mar, un molusco de gastrópodo en la familia Strombidae. Conocido por ilustraciones en libros que datan de finales del siglo XVII, L. canarium es una especie indopacífica que ocurre desde India y Sri Lanka hasta Melanesia, Australia y el sur de Japón. La concha de los individuos adultos está coloreada de marrón amarillento claro a dorado a gris. Característicamente, la última vuelta está inflada, con un labio externo acampanado y grueso y una muesca de estromboides poco profunda. La concha se valora como un adorno, y debido a que es pesado y compacto, también se usa a menudo como un plomo para las redes de pesca.
La anatomía de las partes blandas de esta especie es similar a la de otros caracoles estrómbidos. El animal tiene un hocico alargado, delgados pedúnculos oculares con ojos bien desarrollados y tentáculos sensoriales, y un pie estrecho y fuerte con un opérculo en forma de hoz. Un análisis molecular realizado en 2006 basado en secuencias de ADN de histonas y genes mitocondriales demostró que Laevistrombus canarium, Doxander Vittatus y Labiostrombus epidromis son especies estrechamente relacionadas. La concha de perro exhibe comportamientos comunes entre los Strombidae, incluida la madriguera y una forma característica de locomoción. El comportamiento anterior, sin embargo, implica secuencias de movimiento únicas de esta especie.
L. canarium vive en fondos fangosos y arenosos, pastoreo en algas y detritos. Es gonocorístico y sexualmente dimórfico, dependiendo de la fertilización interna para el desove. Las larvas de esta especie pasan varios días como plancton, experimentando una serie de transformaciones hasta que alcanzan la metamorfosis completa. La vida útil máxima es de 2.0 a 2.5 años. Los depredadores de este caracol incluyen gasterópodos carnívoros como caracoles de cono y volutas. También es una especie de presa para vertebrados que incluyen macacos, y también humanos, que consumen las partes blandas en una amplia variedad de platos.
La concha del perro es una especie económicamente importante en el Pacífico indo-oeste, y varios estudios indican que puede sufrir disminuciones de la población debido a la sobrepesca y la sobreexplotación. Los malacólogos y los ecologistas han recomendado una reducción en su tasa de explotación; Las iniciativas en Tailandia intentan garantizar la posibilidad de reproducción en individuos jóvenes y manejar las poblaciones naturales en general. L. canarium demuestra el fenómeno imposex, pero es resistente a la esterilidad causada por él; Por lo tanto, esta especie podría ser útil como bioindicador para el monitoreo de la contaminación de organografías cerca de los puertos de Malasia.

## Nombre
El nombre común en inglés de L. canarium, «Dog Conch», es un calco del malayo. En la península malaya, la especie es conocida por el nombre malayo Siput Gonggong, donde Siput significa "caracol" y Gonggong es una palabra onomatopoética para la corteza de un perro.

## Taxonomía

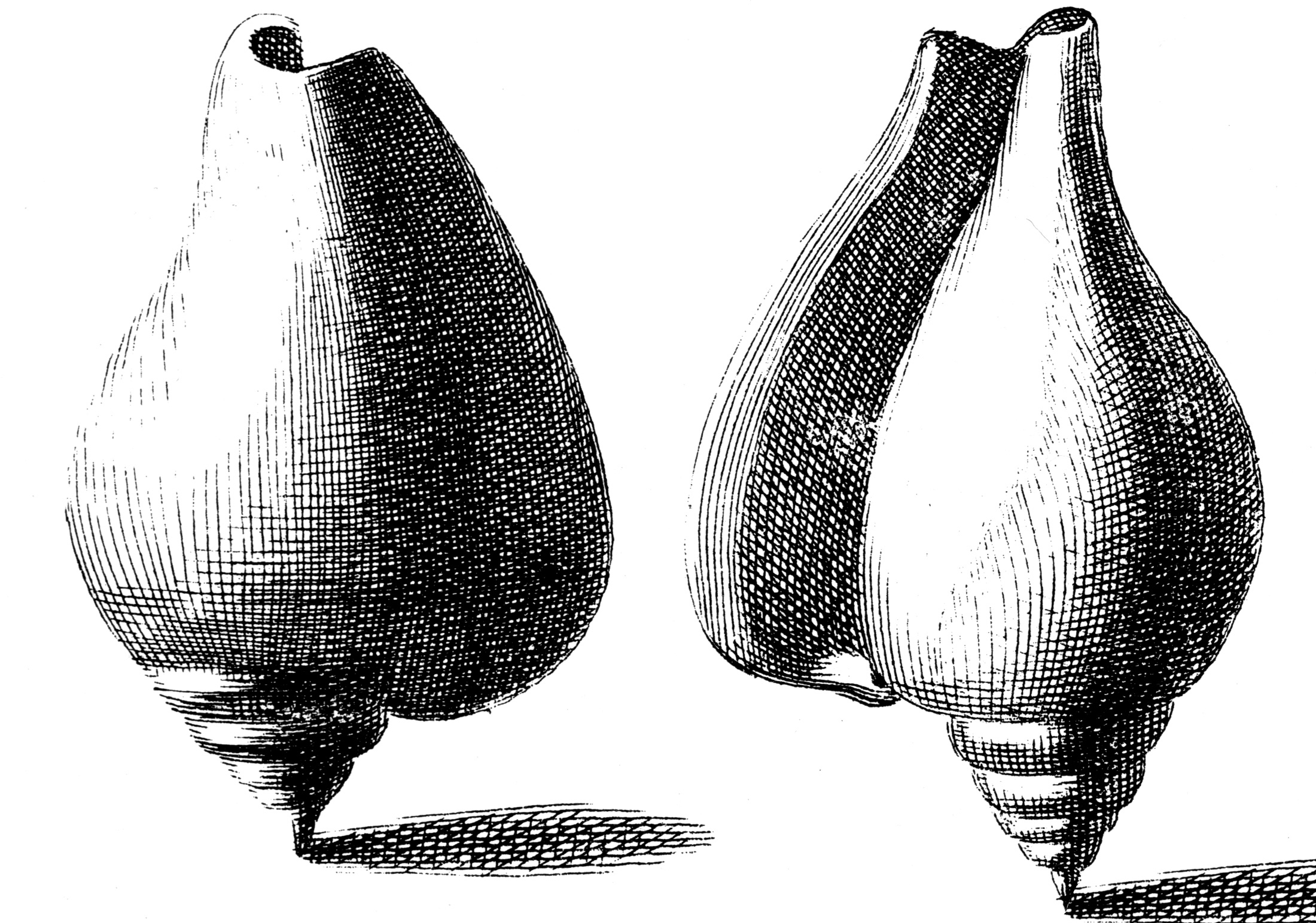
Una ilustración de 1742 de Index Testarum Conchyliorum, que muestra vistas aperturales (izquierda) y de apertura (derecha) de una caracola de perro adulto

Las primeras representaciones publicadas del caparazón de esta especie aparecieron en 1681 en el libro más antiguo únicamente sobre conchas marinas, Recreatio mentis et oculi en la observación animalium testaceorum (Refresco de la mente y el ojo en la observación de animales con caparazón) de un erudito italiano Filippo Buonanni. La especie se mostró en el Index Testarum Conchyliorum, quae adservantur de 1742 en el Museo Nicolai Gualtieri (Lista de las conchas de mariscos que se conservan en el museo de Niccolò Gualtieri) por el médico y malacólogo italiano Niccolò Gualtieri. En ambos libros, la morfología de un caparazón adulto se muestra desde diferentes perspectivas.
En 1758 el caracol perro fue descrito formalmente y nombrado Strombus canarium por el naturalista y taxónomo sueco Carl Linnaeus, quien originó el sistema de nomenclatura binomial. El nombre específico de este taxón, canarium, se deriva del latín canis (perro). La descripción original dada por Linneo en su libro, Systema Naturae, está en latín: «S. testae labro rotundato brevi retuso, spiraque laevi». Esto se puede traducir como «Strombus con un caparazón retuso, labio corto y redondeado y una aguja lisa». Linnaeus no mencionó una localidad específica en su descripción original, dando solo el este de Asia como el área en la que se encuentra la especie.
El taxón Laevistrombus fue introducido en la literatura como un subgénero de Strombus por Tetsuaki Kira (1955) en la tercera impresión de la primera edición de Colored Illustrations of the Shells of Japan. Comprendía dos especies, Strombus (Laevistrombus) canarium y Strombus (L.) isabella Lamarck, 1822. No se designó ningún espécimen tipo y Kira no dio una descripción formal ni declaración de diferenciación, como lo requiere el código ICZN para validar el nombre. En una versión posterior del libro, Laevistrombus se elevó al nivel de género, pero aún faltaba una descripción. Rüdiger Bieler y Richard Petit (1996) lo consideraron un nomen nudum, y la autoría fue transferida a Robert Tucker Abbott (1960), quien proporcionó una descripción adecuada e ilustraciones de Laevistrombus y especificó una especie tipo, Strombus canarium L., en el primer volumen de su monografía Indo-Pacific Mollusca. La combinación actualmente aceptada, Laevistrombus canarium, fue propuesta por Jack John Sepkoski Jr. (2002), quien elevó a Laevistrombus al nivel de género basándose en datos paleontológicos.
Los sinónimos son otros nombres binomiales que fueron dando a lo largo del tiempo a este taxón autores que desconocían que los ejemplares que describían pertenecían a una especie ya descrita por Linneo; en algunos casos, las variaciones locales en color y forma pueden haber inducido a error a estos autores a pensar que tenían una especie diferente. Strombus vanicorensis es una ortografía modificada posterior de Strombus vanikorensis por uno de los autores originales.  Se observa cierto desacuerdo en la literatura sobre si este taxón y el Laevistrombus turturella de aspecto similar son en realidad especies separadas. Leo Man In 'T Veld y Koenraad de Turck (1998) consideraron que L. canarium y L. turturella son especies distintas (pero simpátricas), basándose principalmente en la morfología de la concha y una comparación de la rádula.  Sin embargo, cuando Zaidi Che Cob revisó varias especies de Strombus en 2009, examinando tanto las características de la concha como los datos anatómicos, incluidos los detalles de los genitales, el opérculo y la rádula, concluyó que L. turturella era simplemente un morfotipo y, por lo tanto, un sinónimo de L. canario.
L. canarium comprende al menos dos subespecies conocidas; una es la subespecie nominal L. c. canarium y el otro es L. c. guidoi. L c guidoi se distingue de las otras subespecies por su color blanco sólido, el contorno del canal posterior y un labio exterior más prominente que sobresale posteriormente. La presencia de un labio que sobresale libremente en la porción posterior de la columela también es un carácter distintivo.

## Anatomía

### Descripción de la concha

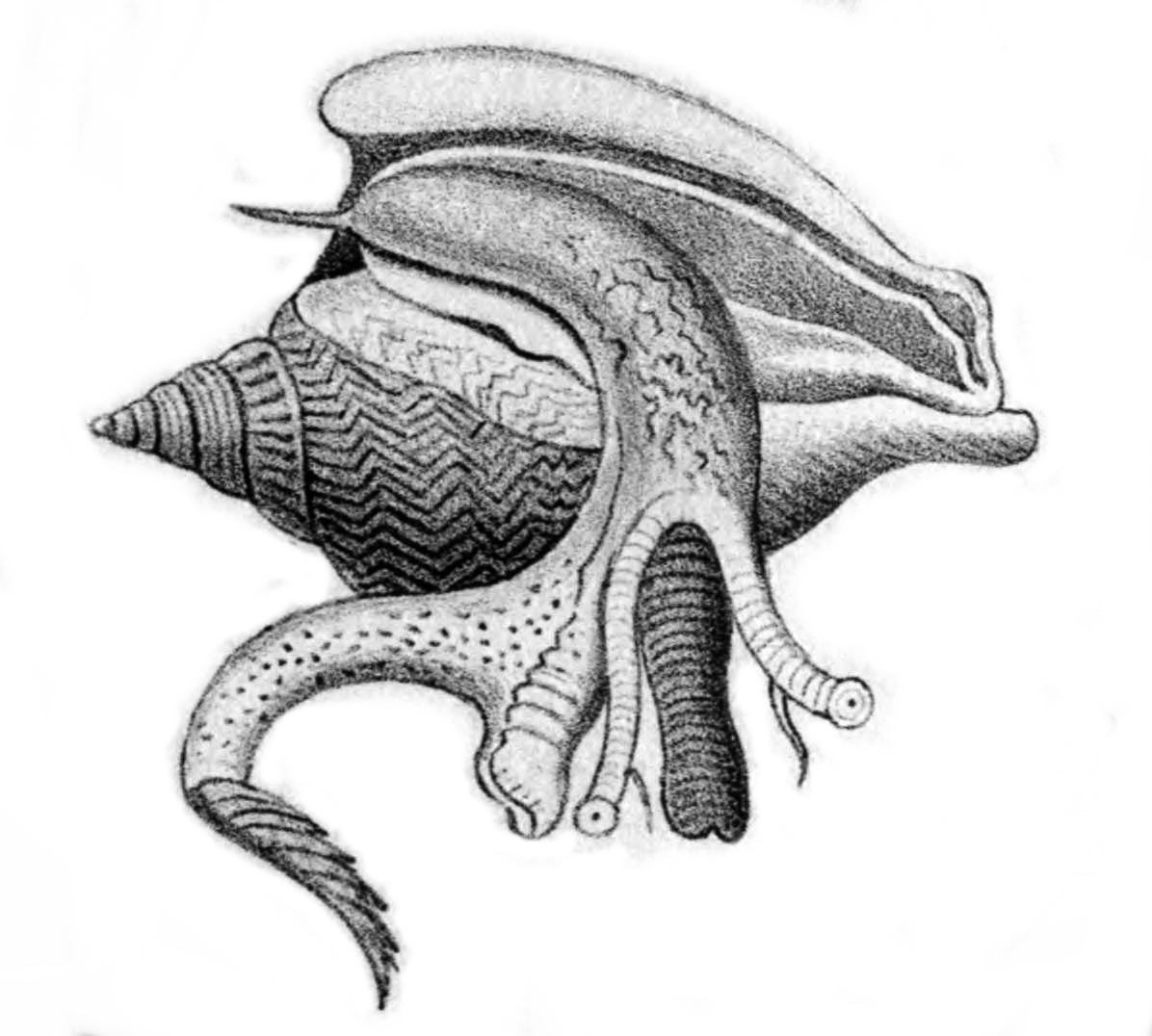
Ilustración de la morfología externa de L. canarium, de Manual of Conchology (1885).

Laevistrombus canarium tiene un caparazón pesado con un contorno redondeado. La longitud de la concha de los especímenes adultos es de 29 mm (1,1 pulgadas) a 71 mm (2,8 pulgadas). La superficie exterior del caparazón es casi completamente lisa, excepto por líneas espirales apenas visibles y varices ocasionales en la aguja. A diferencia de las especies del género Strombus, la muesca estromboidea en el labio exterior pasa desapercibida. Cuando un caparazón dextral adulto normal de esta especie se ve ventralmente (con el extremo anterior apuntando hacia abajo), la muesca estromboidea se puede observar a la derecha del canal sifonal como una muesca anterior secundaria poco profunda en el labio. El canal sifonal mismo es recto, corto y amplio; la columela es lisa, sin pliegues.  Los especímenes adultos tienen un labio exterior moderadamente ensanchado, que sobresale posteriormente, que está considerablemente engrosado y completamente desprovisto de púas o pliegues marginales. El verticilo del cuerpo está rotundamente hinchado en el hombro, con algunos surcos en espiral anteriores. El caparazón tiene una aguja en forma de cono de tamaño medio a alto, con al menos cinco verticilos delicadamente surcados.
El color de la cáscara es variable, de amarillo dorado a marrón amarillento claro a gris. La parte inferior del caparazón rara vez es oscura; más frecuentemente es más pálido que la parte superior, o totalmente blanco. En todos los casos, la apertura de la concha es blanca. Los especímenes maduros a veces tienen un brillo gris metálico o marrón dorado en el margen del labio externo y el callo.  A veces se presenta una red en zigzag de líneas más oscuras en el exterior del caparazón. El periostracum, una capa de proteína (conquiolina) que es la parte más externa de la superficie de la concha, es de color marrón amarillento. Por lo general, es grueso, reticulado (como una red) y fimbriado (con flecos) sobre la sutura. El opérculo córneo es de color marrón oscuro y su forma es bastante típica de la familia Strombidae: una hoz ligeramente doblada, con siete u ocho estrías laterales débiles.

### Partes blandas
Las hembras de L. canarium son generalmente más grandes (tanto la concha como las partes blandas) que los machos, lo que también es el caso de otros gasterópodos strombid como el caracol araña (Harpago chiragra) y el caracol rosado (Lobatus gigas). la anatomía de las partes blandas de esta especie es similar a la de los demás miembros de la familia; el animal tiene un hocico largo y extensible y tallos oculares delgados (también conocidos como ommatóforos), con lentes oculares bien desarrollados en las puntas. Cada tallo ocular tiene un pequeño tentáculo sensorial que se ramifica cerca del final. El pie grande del animal es estrecho y fuerte, capaz de realizar la forma de locomoción de salto que también se encuentra en otras.

## Filogenia
En 2006 Latiolais y sus colegas propusieron un cladograma (árbol de descendencia) que intenta mostrar las relaciones filogenéticas de 34 especies dentro de la familia Strombidae. Los autores analizaron 31 especies del género Strombus (incluida S. canarium) y tres especies del género afín Lambis. El cladograma se basó en secuencias de ADN tanto de la histona nuclear H3 como de las regiones del gen que codifica la proteína mitocondrial citocromo-c oxidasa I. En esta filogenia propuesta S. (L.) canarium, Strombus vittatus (un sinónimo de Doxander vittatus)) y Strombus epidromis (Labiostrombus epidromis) están estrechamente relacionados y parecen compartir un ancestro común.

## Distribución
L. canarium es nativa de las aguas costeras de la región del Indo-Pacífico. Su distribución más occidental es la India, que incluye Andhra Pradesh, Tamil Nadu (Golfo de Mannar, Tuticorin, Rameswaram) y las islas Andamán. Ocurre en Sri Lanka (provincia del Este, Trincomalee), Tailandia, Borneo (Brunéi, Sabah), Indonesia (Moluccas, Saparua) y Filipinas (Isla Cebú, Islas Polillo, Palawan). También se encuentra más al este en Melanesia, incluida la bahía de Yos Sudarso en Nueva Guinea, Papúa Nueva Guinea, Malaita y Guadalcanal en las Islas Salomón, Nueva Caledonia, la isla Kioa en Fiyi y Nuevas Hébridas. Se sabe que la especie se encuentra en Queensland, Australia y al norte de Vietnam, Taiwán y el sur de Japón.
Hay información detallada disponible sobre su distribución en el área del Estrecho de Johor y algunas otras partes de Malasia, donde se ha informado de Tanjung Adang Shoal, Merambong Shoal, Tanjung Bin, Tanjung Surat, Tanjung Buai y Pasir Gogok en el Estrecho de Johor. Pulau Tinggi, Pulau Besar y Pulau Sibu, en el este de Johor, Port Dickson y Teluk Kemang en Negeri Sembilan, Pulau Pangkor, Pulau Langkawi y Cape Rachado.

## Comportamiento
En comparación con otros gasterópodos, L. canarium tiene un medio de locomoción inusual que es común solo entre los Strombidae. Esta curiosa serie de maniobras fue descrita originalmente por el zoólogo estadounidense George Howard Parker en 1922. El animal inicialmente fija el extremo posterior del pie empujando la punta de su opérculo en forma de hoz en el sustrato. Luego, extiende su pie hacia adelante, levanta el caparazón y lo lanza hacia adelante en un movimiento que se ha descrito como «salto».
El comportamiento de excavación, en el que un individuo se hunde por completo (o parcialmente) en el sustrato, es frecuente entre los gasterópodos strombid. El comportamiento de excavación de L. canarium consiste en una serie de movimientos característicos de la especie. Hay tres movimientos consecutivos: el primero es de sondeo, donde el animal empuja la parte anterior de la pata hacia el sustrato para agarrarse; lo siguiente es palear, donde empuja el sustrato con su probóscide larga y extensible. La retracción es el movimiento final, donde mueve la cubierta a lo largo de un eje anterior-posterior para asentar el sustrato a su alrededor. Una vez excavado, parte del caparazón dorsal suele ser aún visible (aunque la superficie ventral y las partes blandas del animal están enterradas).
La respuesta de escape en los gasterópodos, la percepción de estímulos (por ejemplo, la presencia de un depredador cerca) y un movimiento de escape posterior, es un objetivo frecuente de los estudios de comportamiento. En los gasterópodos, la percepción de los estímulos químicos ambientales que se originan, por ejemplo, en los alimentos u otros organismos, posiblemente esté mediada por órganos sensoriales como el osfradio. En el caso de L. canarium, la percepción de un depredador puede darse a través de la quimiorrecepción o la visión (un sentido muy desarrollado en los gasterópodos strombid). La presencia de un depredador puede alterar significativamente el patrón de movimiento de L. canarium, induciendo un aumento en la frecuencia de los saltos.

## Ecología
El caracol perro vive en fondos de arena fangosa entre algas y lechos de pastos marinos en las costas insulares y continentales. Por lo general prefiere las islas principales y las costas continentales en lugar de las costas de las islas pequeñas, aunque esto no es una regla absoluta. L. canarium prefiere áreas de pastos marinos mixtos (con predominio de Halophila), y también prefiere sedimentos con altos niveles de materia orgánica. Este caracol evita ambientes con una alta densidad de Enhalus acoroides, un gran pasto marino nativo de las aguas costeras del Indo-Pacífico. El caracol perro se puede encontrar en zonas litorales y sublitorales, desde aguas poco profundas hasta una profundidad de 55 m (180 pies).  Normalmente se encuentra en grandes colonias,  y suele ser abundante dondequiera que se encuentre.

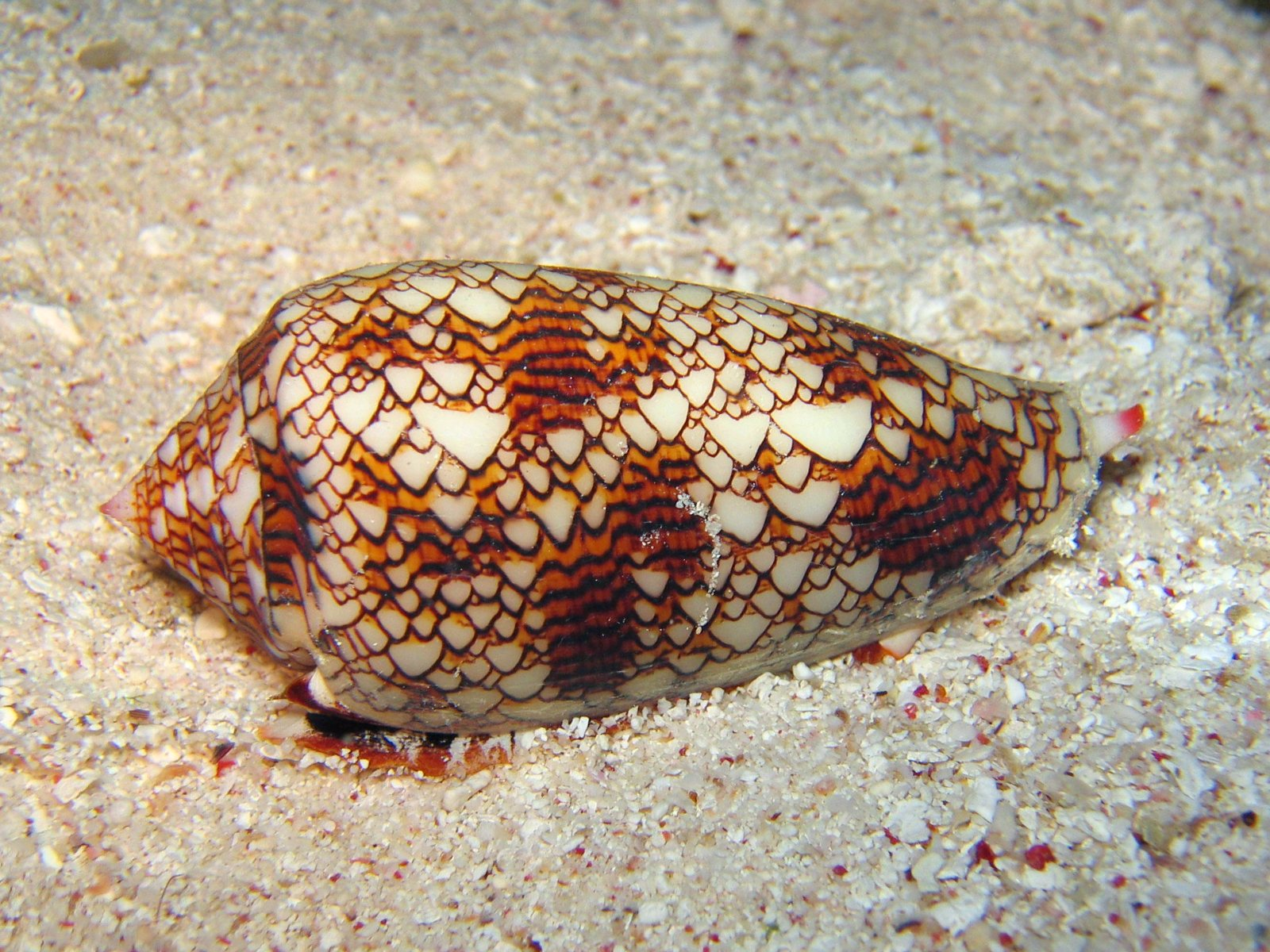
Un depredador conocido de la concha de perro es el caracol cono de tela de oro, Conus textile.

Durante el siglo XIX, se creía que los gasterópodos strombid eran carnívoros. Esta concepción errónea se basó en los escritos del naturalista francés Jean Baptiste Lamarck, cuyo esquema de clasificación agrupó a los strombids con los caracoles marinos carnívoros.  Estudios posteriores han refutado el concepto, probando sin lugar a dudas que los gasterópodos strombid son animales herbívoros. Al igual que otros Strombidae, se sabe que Laevistrombus canarium es un herbívoro, que se alimenta de algas y ocasionalmente de detritos.
Muchos gasterópodos marinos carnívoros son depredadores conocidos de L. canarium, incluidas las volutas Cymbiola nobilis y Melo melo y el caracol cono (Conus textile). La concha de perro también es presa de vertebrados. Estos incluyen el macaco cangrejero, Macaca fascicularis, un depredador oportunista que recorre los ambientes intermareales.. Los humanos son uno de los principales depredadores del caracol perro, lo que somete a la especie a la pesca y explotación intensivas. Las conchas vacías de L. canarium a menudo son ocupadas por el cangrejo ermitaño terrestre Coenobita violascens..
L. canarium a menudo es parasitado por protistas del filo Apicomplexa, que son parásitos de moluscos comunes. Los parásitos coccidios que infectan a L. canarium pertenecen al género Pseudoklossia. Estos microorganismos unicelulares formadores de esporas infestan las células renales del huésped y los conductos y túbulos digestivos de su glándula digestiva.

### Ciclo de vida
L. canarium es gonocorístico, lo que significa que cada animal individual es claramente macho o hembra. La temporada de reproducción comienza a fines de noviembre y continúa hasta principios de marzo. Después de la fertilización interna, la hembra produce y genera una estructura tubular larga y gelatinosa que contiene múltiples huevos. Esta estructura luego se enrolla y se compacta, formando una masa de huevo de color blanco cremoso. Cada masa de huevos puede contener de 50 000 a 70 000 huevos; las hembras generalmente los ponen sobre pastos marinos, donde permanecen adheridos.  En alrededor de 110 a 130 horas, el embrión de L. canarium crece de una sola célula a un velígero (una forma larval común en los gasterópodos marinos y de agua dulce y moluscos bivalvos) y luego eclosiona.  El proceso de eclosión toma de 12 a 15 horas. Después de la eclosión, las larvas se pueden asignar a cuatro etapas de desarrollo distintas a lo largo de su corta vida planctónica (según las características morfológicas y otras características). Por lo general, las larvas de hasta 3 días de edad son veligers en etapa I; Las larvas de 4 a 8 días de edad se encuentran en el estadio II; Las larvas de 9 a 16 días de edad se encuentran en el estadio III, y las larvas de 17 días a la metamorfosis se encuentran en el estadio IV.  Las larvas de L. canarium se desarrollan más rápido en comparación con otras especies de la misma familia, incluido el caracol de pelea de las Indias Occidentales (Strombus pugilis) y el caracol lechero (Lobatus costatus). El desarrollo de las larvas puede estar muy influenciado por las condiciones ambientales, como la temperatura y la calidad y disponibilidad de los alimentos. La metamorfosis en L. canarium se puede reconocer por la pérdida de los lóbulos velares de las larvas y el desarrollo del típico movimiento de salto de los caracoles verdaderos juveniles.
Un estudio de 2008 indica que el dimorfismo sexual ocurre temprano durante la ontogenia de esta especie. Los machos de L. canarium alcanzan la madurez sexual con una longitud de caparazón más corta en comparación con las hembras. el crecimiento hasta el tamaño adulto toma alrededor de un año. La vida máxima de la concha de perro difiere entre sexos; se estima en 2,0 y 2,5 años para machos y hembras, respectivamente.

## Usos humanos y medidas de conservación
La carne de la concha de perro es comestible. Es un alimento básico para los lugareños que viven a lo largo de la costa y se pesca en muchas partes del sudeste asiático. A pesar de su valor ornamental, los pescadores locales utilizan tradicionalmente las conchas de L. canarium como plomadas para las redes de pesca. Los estudios de 2008 a 2009 indican que L. canarium ha sido sobreexplotada y sobreexplotada en muchas áreas; malacólogos y ecologistas han recomendado reducir los índices de explotación para mantener su disponibilidad como recurso natural. Encontrar ejemplares grandes de caracol perro se ha convertido en una tarea cada vez más difícil en varias regiones donde se encuentra esta especie. Las iniciativas en la provincia de Phuket, en el sur de Tailandia, pretenden aumentar las reservas naturales agotadas de L. canarium mediante la reintroducción de animales de cultivo en los lechos de pastos marinos locales. Se alienta a los pescadores a no capturar individuos más jóvenes y pequeños que aún no se hayan reproducido.

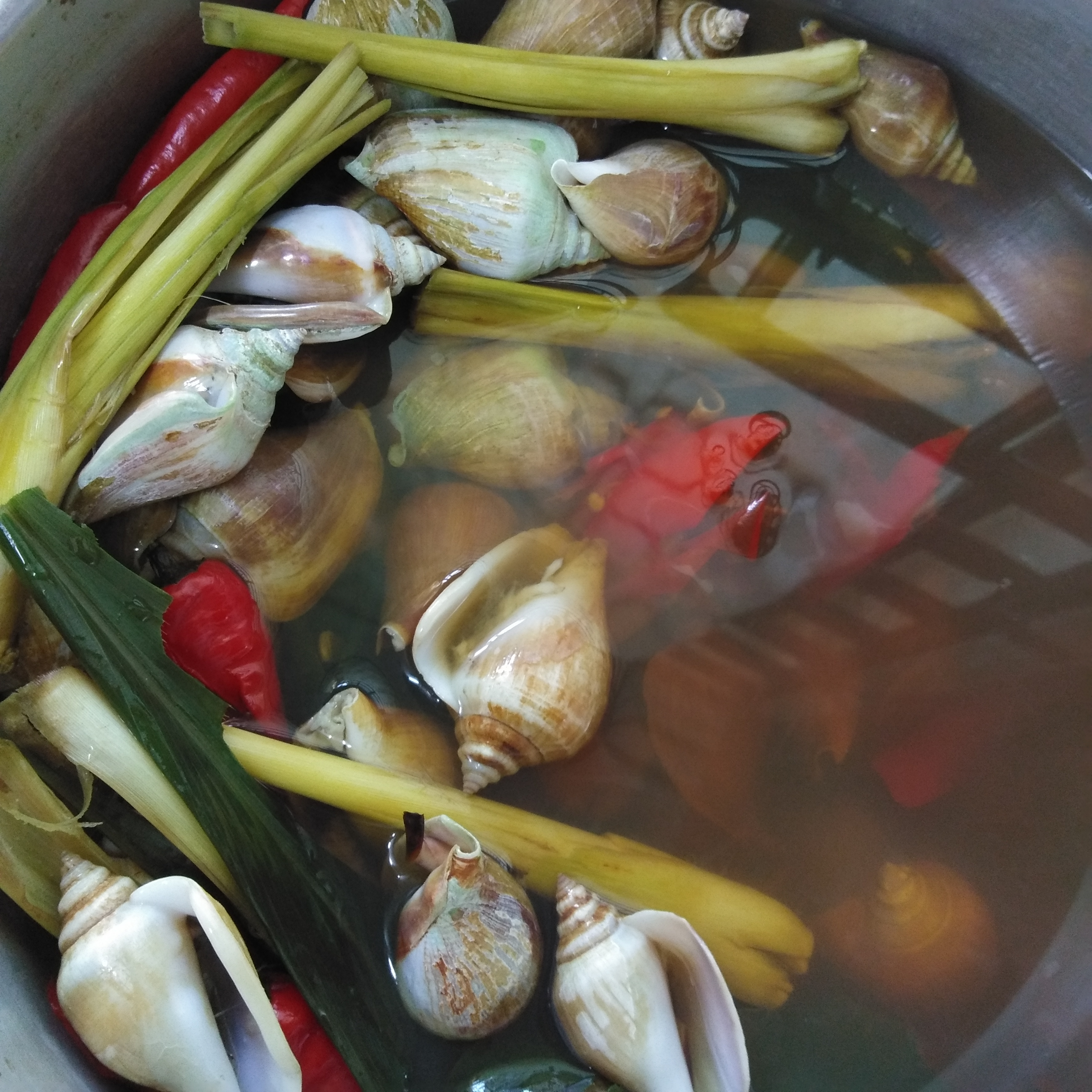
L. canarium es un manjar local en la península malaya. Las caracolas para perros se hierven con hierba de limón y se pueden comer con arroz blanco.

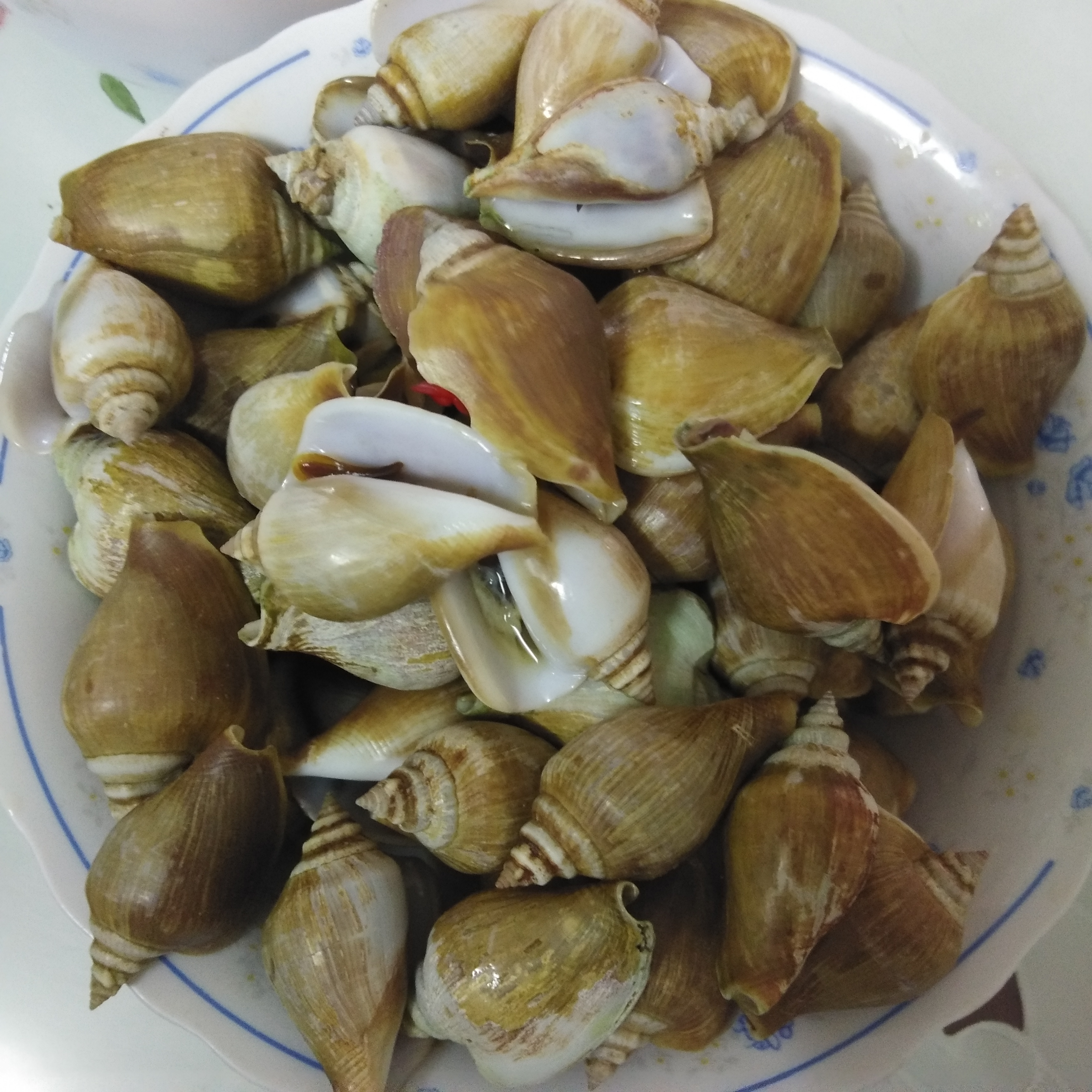
Conchas de perro servidas en un restaurante de mariscos cerca de Johor Bahru, Malasia

Imposex se ha detectado recientemente en L. canarium. Imposex es el desarrollo de órganos sexuales masculinos en animales hembra expuestos a compuestos orgánicos de estaño hechos por el hombre, como el tributilestaño (TBT). Tiene consecuencias negativas para varias especies de caracoles de mar, que van desde la esterilidad de algunos individuos hasta la extinción de poblaciones enteras. Los compuestos de estaño son agentes antiincrustantes biocidas que se mezclan con pinturas para evitar las incrustaciones marinas en embarcaciones y barcos. Las altas concentraciones de estos compuestos están comúnmente presentes en el agua de mar cerca de los astilleros y las áreas de atraque, lo que expone a la vida marina cercana a efectos nocivos. En un artículo de 2011, Cob y sus colegas encontraron que las tasas de impossex son altas en las poblaciones de caracoles de perros cerca de los puertos de Malasia; sin embargo, los investigadores no pudieron detectar ningún caso de esterilidad en las hembras afectadas. Los autores concluyeron que las hembras de L. canarium a menudo desarrollan un pene cuando el agua de mar contiene compuestos organoestánnicos, pero el fenómeno no causa esterilidad en esta especie. La capacidad de la concha de perro para sobrevivir a pesar de la imposición hace de esta especie un bioindicador local adecuado para la contaminación por organoestaño.